# Eufriesea mexicana
Eufriesea mexicana är en biart som först beskrevs av Alexander Mocsáry 1897.
Eufriesea mexicana ingår i släktet Eufriesea, tribus orkidébin och familjen långtungebin. Inga underarter finns listade i Catalogue of Life.